# Voll Rita!
Voll Rita! (internationaler Titel: About Rita) ist eine im Jahr 2018 entstandene Filmkomödie, die auf der Boddinale am 15. Februar 2019 uraufgeführt wurde. Der Kinostart war am 4. April 2019 im Verleih von déjà-vu Film und am 15. Januar 2020 startete sie auf MUBI.

## Handlung
Voll Rita! ist die Fortsetzung des deutschen Independent-Films Voll Paula!
Randy wohnt jetzt in Berlin. Paula und Louise wohnen nicht mehr zusammen. Paula ist schwanger und keiner weiß, wer der Vater ist. Max hat immer noch Liebeskummer wegen Paula, betrinkt sich mit Rita und am Ende knutschen sie. Rita fährt verwirrt nach Berlin, um nachzudenken. Dort trifft sie Randy, der im Liebeskummer wegen Louise ist, die nach Berlin gekommen ist, aber ihn nicht sehen will. Max trifft währenddessen auf Donnie, vermutet, dass er der Vater von Paulas Kind ist, und prügelt wütend auf ihn ein, weil Donnie ihn angeblich belogen hat. Rita und Randy skypen mit Max, sie vermisst ihn und will wissen, ob das Knutschen mehr Bedeutung hatte, doch für ihn nicht, da er immer noch nur an Paula denkt.
Rita trifft Emil, der spontan auch in Berlin ist, und fährt anschließend zurück nach Köln. Donnie ist in Berlin und trifft Randy und erzählt ihm, dass er auch nicht der Vater von Paulas kommendem Kind ist.
Randy bleibt alleine in Berlin. Rita trifft am Bahnhof auf Max, denkt fälschlicherweise, er sei ihretwegen da und freut sich. Als sie jedoch merkt, dass er einen Brief für Paula dabei hat, dreht sie durch und schlägt wütend auf ihn ein.

## Hintergrund
Die letzte Szene wurde auf dem Kölner Karneval gedreht, wo sie mit mehreren betrunkenen Menschen kämpfen mussten. Laut IMDb hat eine Distributionsfirma aus Hollywood Interesse an dem Film.

## Kritik
Programmkino.de: „Kaum ein halbes Jahr sind seit dem Kinostart von Malte Wirtz letztem Film vergangen, da legt einer der aktivsten deutschen Regisseure schon ein neues Werk vor: „Voll Rita!“ ist erneut ein stark improvisierter Film, der inhaltlich und musikalisch oft ein wenig an Woody Allen erinnert und mit dementsprechender Leichtigkeit, Liebes- und Lebensleid junger Menschen zwischen Köln und Berlin schildert.“
Filmdienst: „Eine leichthändig inszenierte, augenzwinkernde Beziehungsdramödie mit spärlicher Handlung, die trotz einiger prätentiöser Hommage-Sequenzen mit improvisierten Dialogen und glaubwürdigen Charakteren zu gefallen weiß. Nicht bigger than life, dafür aber näher am Leben als man das sonst von deutschen Großstadtkomödien gewohnt ist.“
Kino-Zeit.de: „Am schwungvollsten ist noch die Musik der Swingbop’ers, die den Film mit einem Stück eröffnen, das an Django Reinhardt erinnert. Gepaart mit einer munteren Montage aus Handyaufnahmen der Hauptfiguren springen einem wesensverwandte Komödien von Woody Allen bis Noah Baumbach in den Kopf. Auch bei Wirtz‘ geht es um die Beziehungswirren gestresster bis planloser Großstädter.“